# Incollogenius
Incollogenius es un género de escarabajos de la pequeña familia Pyrochroidae. Se encuentran solamente en Madagascar.  Su distribución exacta es desconocida en vista de lo infrecuente que es encontrar este género en la naturaleza.

## Especies
- Incollogenius humeralis Pic, 1917
- Incollogenius lineatus Pic, 1917
- Incollogenius testaceipennis Pic, 1917